# Bela Duarte
Isabel „Bela“ Duarte (* 1940 in São Vicente; † 20. Juni 2023 ebenda) war eine kapverdische Malerin.

## Leben
Sie wurde auf der Insel São Vicente geboren und studierte in Lissabon dekorative Kunst. Nach der portugiesischen Nelkenrevolution kehrte sie 1974 nach Kap Verde zurück und gründete in Mindelo, gemeinsam mit Manuel Figueira und Luisa Queiros, die „Cooperativa da Resistência“. Die gemeinsamen ethnografischen Forschungen über Weberei und Kunsthandwerk auf den kapverdischen Inseln sah sie als große persönliche Bereicherung zur Identifizierung mit ihrem Land. Im Centro Nacional de Artensanato unterrichtete sie Färberei, Tapisserie und Batik.
Bela Duarte stellte die unterschiedlichsten Werke her: Gemälde in Öl und Acryl, Batikbilder, Webarbeiten und Wandteppiche. 1992 gründete sie gemeinsam mit Luisa Queirós in Mindelo die Galerie „azul + azul = verde“ für Batik, Kunsthandwerk und Malerei.
Bela Duarte beteiligte sich seit den 1970er Jahren erfolgreich an zahlreichen Gemeinschaftsausstellungen in Kap Verde, Brüssel, Portugal, Paris und den USA.
Für ihre Batikarbeiten erhielt sie 1995 vom nationalen Kulturinstitut den renommierten Fonte Lima-Preis.